# Styloctenium wallacei
Styloctenium wallacei là một loài động vật có vú trong họ Dơi quạ, bộ Dơi. Loài này được Gray mô tả năm 1866.

## Hình ảnh

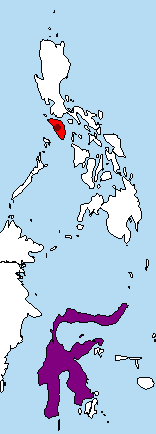